# Bistum Roermond
Das Bistum Roermond (lateinisch Dioecesis Ruraemundensis, niederländisch Bisdom Roermond) ist eines der sieben römisch-katholischen Bistümer der niederländischen Kirchenprovinz und hat seinen Sitz in Roermond.

## Geschichte
Das erste Bistum Roermond wurde am 12. Mai 1559 aus Gebieten des Erzbistums Köln und Bistums Lüttich gebildet; es wurde von den französischen Besatzern, die eine größere und übersichtlichere Struktur anstrebten, am 26. November 1801 aufgelöst. Der größte Teil des Bistums wurde dabei dem Bistum Lüttich zugeschlagen. Aus einem kleineren Teil wurde das neue, erste Bistum Aachen und das Apostolische Vikariat Grave-Nimwegen gegründet.
Das heutige (zweite) Bistum wurde 1840 als Apostolisches Vikariat Limburg wieder aus Gebieten des Erzbistums Köln und Bistums Lüttich errichtet. Seine Grenzen fallen zusammen mit den politischen Grenzen der Provinz Limburg. Am 4. März 1853 wurde das Vikariat zum heutigen Bistum Roermond erhoben.

## Statistik
Im Bistum Roermond waren 2022 in 13 Dekanaten etwa 623.000 Katholiken registriert (54,6 % der Gesamtbevölkerung). Von ihnen besuchten im Jahr 2018 durchschnittlich 20.500 (2 % der Gesamtbevölkerung) den Gottesdienst am Sonntag. Im Bistum waren 2007 noch 838.000 Katholiken registriert (74,6 % der Gesamtbevölkerung), von denen damals 37.800 (3 % der Gesamtbevölkerung) den Gottesdienst am Sonntag besuchten (Stand 31. Dezember 2007).
Bischofskirche ist seit 1661 die Sankt-Christophorus-Kathedrale in Roermond; der Jahrestag ihrer Weihe wird am 3. September gefeiert.

## Weblinks

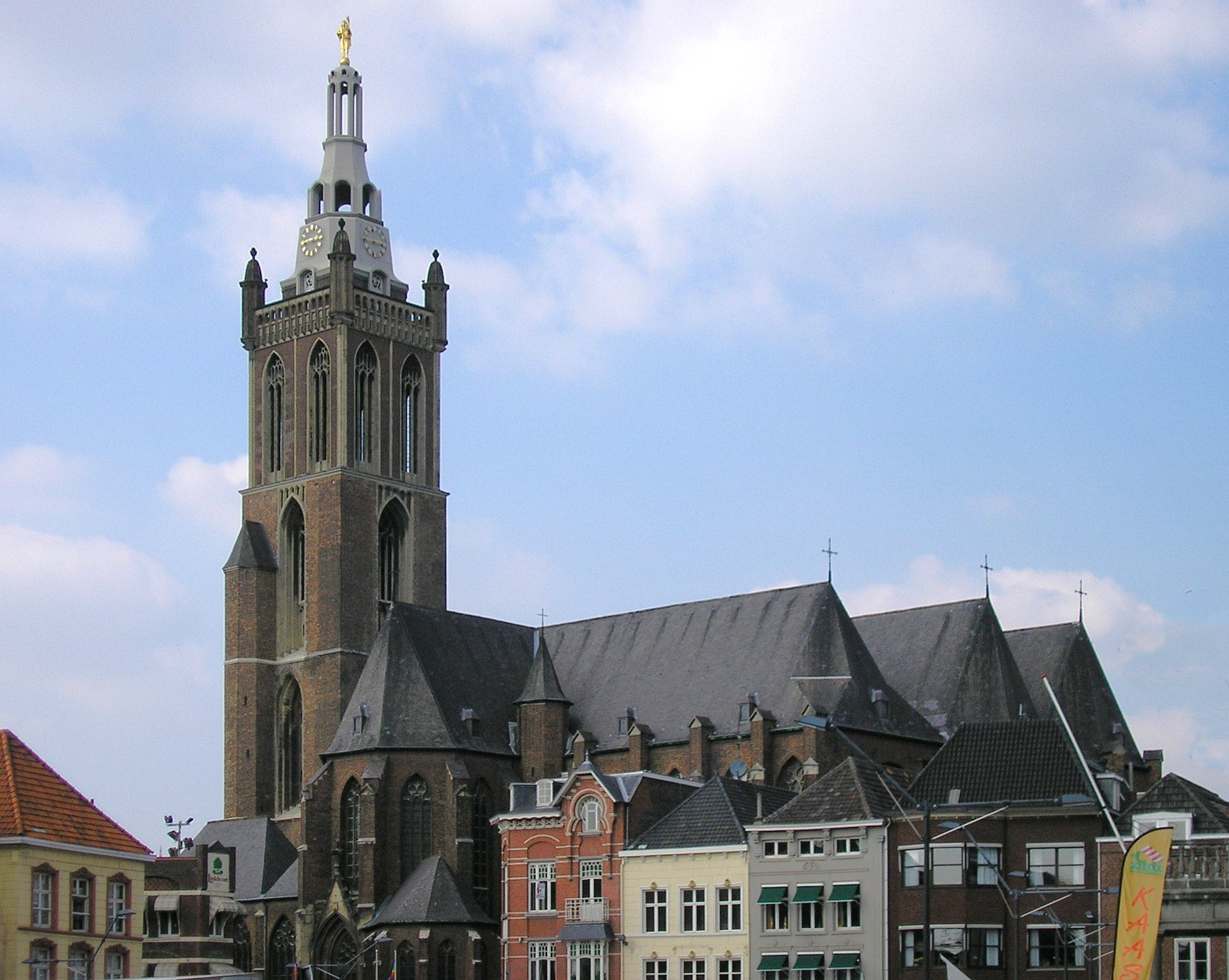
Kathedrale St. Christophorus in Roermond

## Gesang- und Gebetbuch
Während in den meisten römisch-katholischen Gemeinden der Niederlande das Gesangbuch Gezangen voor Liturgie in der Ausgabe von 1996 verwendet wird, gab das Bistum Roermond im Jahr 2000 ein eigenes Gesang- und Gebetbuch mit dem Titel Laus Deo. Gebeden, vieringen, gezangen heraus. Von Gezangen voor Liturgie unterscheidet es sich u. a. dadurch, dass es keine Lieder von Huub Oosterhuis enthält, während in Gezangen fast die Hälfte der Lieder von Oosterhuis stammt.